# Wasseranolis

Der Wasseranolis (Anolis vermiculatus, Syn.: Deiroptyx vermiculatus) ist eine Echse aus der Gattung der Anolis. Wasseranolis erreichen Gesamtlängen von bis zu 40 cm, das Kopf-Rumpf:Schwanz-Verhältnis beträgt 1:2. Der krokodilähnliche Kopf ist bei beiden Geschlechtern bräunlich, während die Hauptfarbe je nach Geschlecht dunkelgrün (Männchen) oder bräunlich (Weibchen) ist. Manchmal erkennt man Querbänder aus vielen kleinen Punkten. Das hintere Drittel und den Schwanzansatz des seitlich abgeflachten Schwanzes zieren zwei beidseitig vorhandene, helle Streifen. Ein bedeutender Unterschied zu anderen Anolisarten ist der nur sehr kleine Kehlsack, während die Größenverhältnisse (großer Schwanz, Männchen größer) gleich sind.

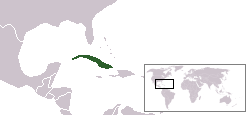
Verbreitung des Wasseranolis (Anolis vermiculata)

Diese Anolis findet man auf Kuba in der Provinz Pinar des Rio. Sie leben dort in Kubanischen Feuchtwäldern auf Bäumen in unmittelbarer Gewässernähe, wohin sich die scheuen Tiere meist orientieren und bei Gefahr flüchten.
Dank des an der Seite abgeflachten Schwanzes können sie gut schwimmen und tauchen und mit ihren Haftfüßen, die denen der Geckos ähneln, gut klettern. Die Tiere können notfalls bis zu 25 Minuten unter Wasser bleiben. Sie jagen ihre Beute sowohl an Land als auch im Wasser aktiv. Außerhalb des Wassers ernähren sie sich von Gliedertieren und deren Larven, unter Wasser jagen sie Fische.
Die Weibchen der Wasseranolis legen nach einer Begattung Eier in Erdspalten (nicht in ein selbstgegrabenes Nest). Dort schlüpfen innerhalb von 70 Tagen die Jungen, welche dann etwa 9 cm groß sind.